# Антуанета де Јонг
Антоинете де Јонг (Ротум, 6. април 1995) је холандска брза клизачица. Клизањем је почела да се бави са шест година, а у исто време тренира и коњички спорт. 
На Олимпијским играма у Сочију 2014. заузела је седмо место на 3000м. На Светском првенству 2016. освојила је екипно злато у потери и бронзу на 3000м, а исти успех поновила је годину дана касније.
На Олимпијским играма у Пјонгчангу 2018. освојила је сребро у екипној потери и бронзу на 3000м.
Светска је јуниорска рекордерка на 3000 м.